# 1993년 유럽 그랑프리
1993년 유럽 그랑프리(1993 European Grand Prix)는 1993년 F1 세계 선수권 3 차전으로 4월 11일에 도닝턴 공원에서 개최되었다

## 개요
일본 오토 폴리스에서 개최 예정이었던 아시아 GP 서킷 운영 회사의 파산에 의해 취소되고 대체 지로서 영국에서 유럽 GP가 개최되었다. 유럽 GP의 개최는 1985년 ( 브랜즈 해치 )부터이며, 도 닝턴 공원에서 F1 세계 선수권 개최는 처음이다.
브라질 GP 후 조던 의 이반 카뻬리가 해고되고 시트를 잃은 티에리 부체이 조던과 계약했다.

## 예선
금요일 예선 1 번째는 젖은 상태에서 행해져 맥클라렌 의 아이르통 세나가 잠정 폴 포지션을 획득했다.
토요일 예선 두 번째는 맑은 하늘의 건조 조건이며, 윌리엄스 FW15C 실력대로의 잠재력을 발휘했다. 알랭 프로스트는 개막전부터 3 경기 연속 폴 포지션을 획득. 팀원 데이먼 힐 이 0.3 초 차이의 2 위 건투했다.
유럽 라운드 첫 경기를 맞아 베네통 은 첨단 장비의 B193B를 투입했지만 아직 트랙션 컨트롤 시스템 (TCS)는 탑재하고 있지 않고, 3 위의 미하엘 슈마허는 프로스트에서 1.5 초 큰 차이를 매긴 .
프로스트는 결승전에 대한 자신감을 나타내면서도 "젖은 경우 지금 컴퓨터에서 윙을 크게 할 수 없다 "고 형세를 경계했다. 한편, 예선 4 위 세나는 "레이스는 비가되면 좋다. 드라이보다 결과가 잘 될 수있다"라고 코멘트했다.